# 网站无障碍
网站无障碍旨於確保任何人都有辦法取得放在網頁上的媒體內容——無論人們是否遭遇了身體、心理或技術上的障礙，都不會妨礙人們接收作者所釋出的資訊。也就是讓網上的內容「易於親近」，易於取得、利用。当网站经过正确的设计、开发和编辑时，更多的用户可以平等地访问信息和功能。
例如，当一个网站使用语义化的HTML编码，为图像提供文本等效内容，并具有有意义的链接名称时，这有助于使用文本转语音软件和/或文本转盲文硬件的盲人用户。当文本和图像变得较大或可放大时，视力不佳的用户更容易阅读和理解内容。当链接被下划线标记（或以其他方式区分颜色），这确保了色盲用户能够注意到它们。当可点击的链接和区域较大时，这有助于不能精确控制鼠标的用户。当页面不是以一种阻碍仅通过键盘或单一切换访问设备进行导航的方式编码时，这有助于无法使用鼠标甚至标准键盘的用户。当视频具有闭路字幕、分章节，或者提供手语版本时，聋哑和听力有困难的用户可以理解视频。当避免或可选制作闪烁效果时，易患这些效果引发癫痫的用户不会受到风险。当内容以简明易懂的语言编写，并用教育性的图表和动画来说明时，患有阅读障碍和学习困难的用户更容易理解内容。当网站被正确构建和维护时，所有这些用户都可以得到满足，而不会降低非残障用户的网站可用性。

## 作用
無論是一般人或者是身心障礙的朋友，都需要有規範的網站方可便捷地取得資訊，無障礙網頁則是拓展對網頁的規範，以更嚴謹的態度及條件來設計網頁，使網頁內容落實「無障礙」讓不同程度或需求的使用者，可以順暢的獲取網站上的資訊。
使用無障礙網頁規範所製作的網頁，有助於視覺、聽覺、行動能力與認知能力有障礙的使用者瀏覽。另外，對於使用較為老舊、運算速度較慢的電腦使用者也有幫助。事實上具親和力的設計不僅對於那些日常生活有所不便的人有幫助，同時更能讓所有其他人，也從中獲得更好的操作介面。無障礙網頁的優點還包括增加多元就業機會、縮短數位落差、擴展社交生活、紓解心理壓力等等。

## 落實無障礙網頁的方法
網路資訊要能夠以「無障礙」的方式傳達給使用者，基本上包含三個要素：
1. 網頁內容應遵照規範設計：如政府所頒訂的無障礙網頁規範，及國際組織W3C公佈的「網頁內容無障礙設計指引」（WCAG 2.0）。
2. 良好的資訊輔具，如螢幕報讀軟體、點字顯示器等。
3. 使用者要具備足以操作瀏覽輔具的能力：經過良好的訓練與學習，視障或學習障礙者仍然可以獲取所需的網頁資訊。

## 发展情况

### 臺灣
過去十幾年來，台灣政府一直推動所謂「無障礙空間」，意思是透過人行道、騎樓、公共設施等的設計，讓身心障礙人士可以自由的進出於各種空間，讓行動不便者更能參與各種社會活動。經過政府的多年宣導，無障礙空間的概念已經為一般人所熟知，而無障礙網頁的意義跟無障礙空間類似，只是一個是著重於虛擬網路空間的便利性，而無障礙空間著重於實體空間的便利性。
前行政院研究發展考核委員會（簡稱「研考會」）自2003年起即開始推動無障礙網頁的建置，先由公部門中央機關做起，陸續推動到各級地方學校等單位。有些關懷弱勢、善盡社會公益的民間團體及公司也開始關注此課題。
2008年，主管機關國家通訊傳播委員會(NCC)發表「網頁內容無障礙指引2.0」。2013年，修訂《各級政府機關機構與學校網站無障礙化檢測及認證標章核發辦法》與《無障礙網頁開發規範》。資料來源：身心障礙者權利公約首次國家報告條約專要文件

### 中國大陸
中华人民共和国工业和信息化部（简称“工信部”）已在2008年发布了中国大陆通信行业标准《信息无障碍－身体机能差异人群－网站设计无障碍技术要求》。同时，在此基础上，制定了《网站设计无障碍技术要求等级一指南》，面向网页开发设计者，希望能通过它使得网页无障碍更加简单易懂，可操作性和可实现性。考虑到网页设计技术的多样性，这份指南并不对网页设计者的具体实现方式做规定，而是希望起到举一反三的作用。

## 標準與規範
全球資訊網協會透過無障礙網頁倡議，針對網頁無障礙發佈了Web内容无障碍指南，簡稱 WCAG，是一系列的指導原則。
CSS這個控制網頁呈現的標準也考慮了無障礙。

### 台灣無障礙網頁標準
國家通訊傳播委員會推行的是類似親和力的「無障礙網路空間」概念（像是accessibility就譯為無障礙）。前行政院研考會參考以上所說的WAI文件，於2002年訂頒「無障礙網頁開發規範。達成某等級要求的網站，可以在加入會員後自行在網頁上掛上此等級的檢測認證標章。目前有四個不同等級的無障礙網路認證標章，分別從A，A+，AA到AAA標章。
依「無障礙網路空間推動時程」，為機關全網域之下的網頁，均要符合無障礙可及性設計。

## 辅助网页浏览的技术
残障人士会使用以下辅助技术来进行和协助网页浏览：
- 屏幕阅读器软件使用合成的声音来朗读屏幕上的指定内容（对有阅读或学习困难的用户很有帮助），或者读取屏幕上一切内容（针对盲人或视力障碍患者）。
- 盲文设备，包括可刷新的盲文显示机，以及普通键盘或盲文键盘。盲文显示器会将文字渲染成盲文字符（通常通过在平坦表面上打孔来实现点阵的表现）。
- 屏幕放大软件可放大计算机显示器上的内容，从而帮助视力障碍患者阅读。
- 语音识别软件可以识别对计算机发出的语音指令，或者将语音转换为逻辑通顺的对应文字，此类软件对那些使用鼠标或键盘有困难的人很有帮助。
- 对于那些移动不便的人，键盘覆盖器可以使打字变得更容易或更准确。
- 视频中针对盲人提供的字幕或者手语。

## 相关軟件
- Lynx：是一個免費的純文字瀏覽器，搭配可覆新的布拉耶點字顯示機後就可以給盲人使用。
- Links：是一個給在带宽不足环境下的健全人使用用的純文字瀏覽器。
- NVDA：是支援Windows程度最好的螢幕報讀軟體。

## 外部連結
- Web内容无障碍指南（WCAG） （页面存档备份，存于）
- 中国互联网协会无障碍样板频道
- 林克寰 （页面存档备份，存于）的深入親和力：在 30 天內打造更具親和力的網站 （页面存档备份，存于）（ 的  的中文譯本）
- 國家通訊傳播委員會無障礙網路空間服務網 （页面存档备份，存于），提供開發規範之細節以及輔助檢查工作的電腦工具。
- 無礙自由行 （页面存档备份，存于）
- 我們都應該了解的無障礙網頁概念 （页面存档备份，存于）
- 网站辅助功能工具 （页面存档备份，存于）
- 鏗鏘集：數碼無界限 （页面存档备份，存于）